# François-Tommy Perrens
François-Tommy Perrens  (* 20. September 1822 in Bordeaux; † 2. Februar 1901 in Paris) war ein französischer Historiker.

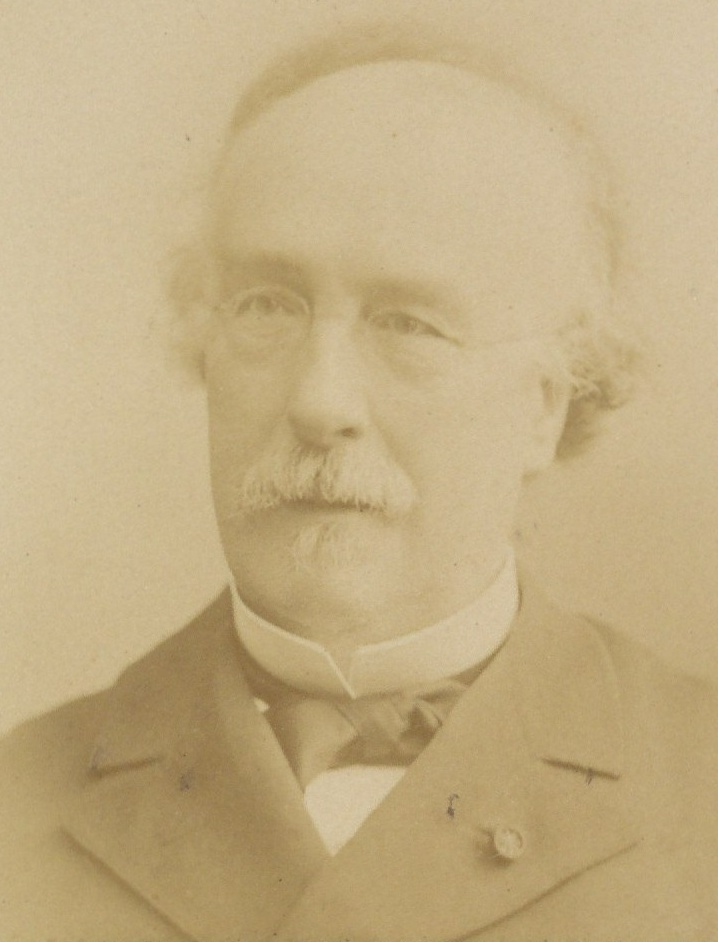
François Tommy Perrens

## Leben
François-Tommy Perrens studierte in Bordeaux, dann von 1843 bis 1846 an der École normale supérieure und wurde 1846 Professor in Bourges, 1847 in Lyon, 1850 in Montpellier sowie 1853 am Lycée Bonaparte in Paris. Ab 1873 war er Inspecteur de l’Académie de Paris. 1885 wurde er Offizier der Ehrenlegion sowie 1887 zum Mitglied der Académie des sciences morales et politiques gewählt. Er trat 1891 in den Ruhestand und wurde zum Inspecteur général honoraire ernannt. Sein Hauptwerk ist seine monumentale Histoire de Florence.

## Werke
- Jérôme Savonarole, 2 Bde., 1853; 3. Aufl. 1859, dt. Braunschweig 1858
- Deux ans de révolution en Italie 1848-49, 1857
- Étienne Marcel et le gouvernement de la bourgeoisie au XIVe siècle, 1860; 2. Bearbeitung in der auf Kosten der Präfektur herausgegebenen Histoire de Paris, 1875
- Histoire de la littérature italienne depuis ses origines jusqu’à nos jours, 1866
- Les mariages espagnols sous le règne de Henri IV et la régence de Marie de Medicis, 1869 von der Akademie preisgekrönt
- Éloge historique de Sully, erhielt 1870 von der Akademie den Preis der Beredsamkeit
- L’Église et l’État en France sous le règne de Henri IV et la régence de Marie de Médicis, 2 Bde., 1872, preisgekrönt
- La démocratie en France au moyen âge, 2 Bde., 1873; 2. Aufl. 1875; preisgekrönt
- Histoire de Florence deouis les origines jusqu’à la domination des Médicis, 6 Bde.,  1877–84
- Histoire de Florence depuis la domination des Médicis jusqu’à la chute de la République, 3 Bde., 1888–1890
- La civilisation florentine du XIIIe au XVIe siècle, 1893
- Les Libertins en France au XVIIe  siècle, 1896
- Histoire sommaire de la littérature française au XIXe siècle, 1898